# Pessna (Adelsgeschlecht)
Die Herren von Pessna (auch von Pezen, Peczen, Peschen, de Pessene, Plesna) waren ein sächsisches Adelsgeschlecht. Ihr Stammsitz war Pezne, jetzt Großpösna. Urkundliche Belege über dieses Geschlecht finden sich für die Zeit um 1190 bis 1638. In der überwiegenden Anzahl der Regesten treten deren Mitglieder als Zeugen auf. Für die Zeit von 1280 bis 1534 finden sich auch für Schlesien und Mähren Regesten, in denen Allodien des Geschlechtes mit Abgaben belegt, von Abgaben befreit oder veräußert werden.

## Name
Der Geschlechtername Pesna, Pesne ist slawischen Ursprungs. Pesna bedeutet demnach: Ort auf sandigem Boden. Leipzig und dessen Umland waren vom 7. bis zum 9. Jahrhundert Siedlungsgebiet slawischer Stämme. Erst um 1300 verblasste der Gebrauch der sorbischen Sprache in diesem Gebiet.

## Geschichte
Die Herren bzw. Grafen von Pessna lassen sich durch urkundliche Aufzeichnungen über einen Zeitraum von 165 Jahren, von 1190 bis zum Jahre 1355 nachweisen. Erstmals genannt wurde 1190 ein Wulferus de Pessene auf dem Herrensitz zu Pezne in Sachsen. Mitglieder dieser Familie wurden im 13. Jahrhundert bereits als schöffenbarfrei angesehen und in diversen Urkunden unter den Edlen (Layci nobiles) Zeugen aufgeführt; sie standen nachweisbar Edlen im Range voran. Sie gehörten zu den Vasallen-Geschlechtern der Markgrafen zu Meißen und der Landgrafen zu Thüringen.
In Urkunden der Markgrafschaft Meißen und der Landgrafen von Thüringen wird unter No. 140/1209 Wulferrus de Pezne als Zeuge genannt. Hierin übereignen die Burggrafen Johannes und Walther von Giebichenstein ihre Burg zu Zpurnc dem Bischof Engelhard von Naumburg.
In Urkunden aus der Zeit von 1211 bis 1216 trat Hermanno de Pecenich für Landgraf Hermann von Thüringen als Zeuge auf, 1218 Uvolferus de Pesne als Zeuge für Markgraf Dietrich. Dieser bestätigte 1220 dem Kloster Buch einen Besitz, wobei u. a.Wolfinus de Cice und Wolfherus frater eus de Pesne als Zeugen auftraten.
Oberspreewald-Lausitz: Hier besaß Seifried v. Peschen in Zschornegosda um 1474 eine ab 1449 zum Ritterlehen Senftenberg gehörende Hufe. Bewirtschaftet wurde die Hufe von 2 Halbhufnern, die ortsansässig als  Peschenbauern benannt wurden.
Oberlausitz: Um 1530 erwerben die v. Peschen von  Franz v. Schreibersdorf Anteile an dem
Ort Dreiweibern (nördlich v. Lohsa) und an Königswarthe. 1540 kauften die Gebrüder v. Peschen zu Dreiweibern von Franz v. Schreibersdorf zwei Bauern zu Kolpen.  1539 kaufte Jacob v. Peschen einen Bauern zu Dreiweibern und den halben Kretscham zu Lohsa.
1546 erhält Haug v. Peschen zu Königswarthe  drei Güter zu Dreiweibern zu Lehen.
1558 kauft Friedrich v. Peschen zwei Anteile von Königswarthe von Valentin Hennigke hinzu. 1565 wird bei einer Erneuerung aller Lehen durch Kaiser  Max II. nur noch Jacob v. Peschen auf Königswarthe erwähnt. Dessen Söhne, wohl Hans u. Friedrich v. Peschen, werden 1567 nach seinem Tod mit diesem Gut belehnt. Friedrich v. Peschen starb um 1597.
5. Oktober 1628; Hier tritt der Rittmeister Siegismund von Peschen und Trochau auf.  Er kauft die Stadt Reichenbach/O.L. mit Oberdorf und Oelisch von Hans Georg von Warnsdorf für 17.000 Thaler und 100 Thaler Schlüsselgeld. Peschen stirbt um 1637. Seine Erben verkaufen die Allodien am 21. Januar 1638 an Herrn Gottfried von Sander.

## Siegel

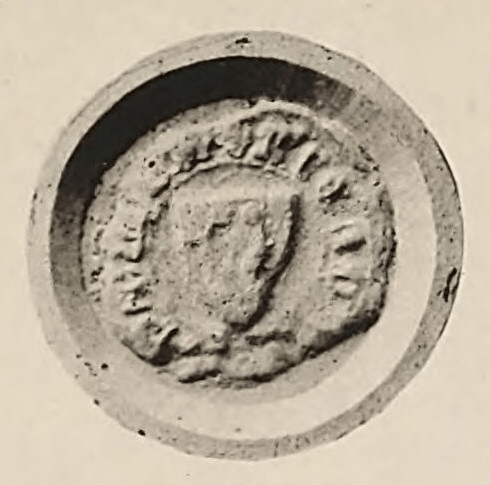
Siegel des Jenchinus dictus de Peczan von 1324

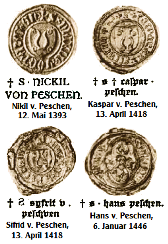
4 Siegel der Herren v. Pessna aus der Zeit zwischen 1393 und 1446

Das kleine Wappensiegel des Ausstellers Jenchinus dictus de Peczan von 1324 zeigt einen Helm mit zwei nach innen gebogenen Büffelhörnern. Abgebildet bei Pfotenhauer, Schlesische Siegel / Adelssiegel, Tafel V, Nr. 38
4 Wappensiegel der Herren v. Peschen aus der Zeit von 1393 bis 1446.

## Ausbreitung in Schlesien

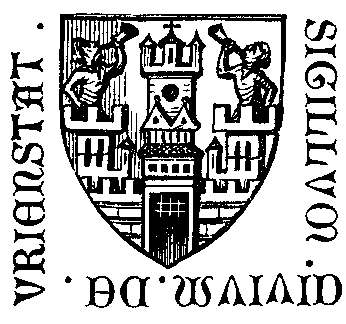
Siegel der Stadt Freystadt/Kożuchów mit Abbildung der Burg

Stadtmauer

Mit dem Ritter Dietrich (Theodoricus) de Pesna trat 1287 erstmals ein Vertreter der Pessna in schlesischen Urkunden auf. Auch 1289, 1291 und 1292, hier für Heinrich VI., Herzog von Breslau.
In der Urkunde Nr. 2185 wird Dietrich von Pessna als Kastellan von „Cosuchow“, dem späteren Freystadt bezeichnet, das damals zum Herzogtum Glogau gehörte. Dort besaßen die Grafen von Pessna entsprechend einer Urkunde aus dem Jahre 1295 die Allodien Nieder-Siegersdorf, Windisch-Bohrau, Döhringau und Netschütz. Der Breslauer Bischof Johann III. Romka bestätigte hierin Donationen aus diesen Gütern an kirchliche Einrichtungen. 1298 traten zwei Söhne des Dietrich, Herrmann und Johann gen. Peschan in einer Schenkungsurkunde für den Schweidnitzer Herzog Bolko I. auf (Reg. 2527).
Im Jahre 1300 stiftete Ritter Theodoricus de Pesno, Kastellan in Freystadt, der dortigen Pfarrkirche St. Marien einen Altar zu seinem, seiner Vorfahren und seiner Gattin Seelenheil. Jenschin (Johann?) v. Peschen bezeugt 1302 (Reg. 2709).
1304 trat Dietrich von Pesna als Zeuge für den Glogauer Herzog Heinrich III. auf.
Ritter Theodoricus (Dietrich) de Pesna, Kastellan von Freystadt, verstarb im Februar des Jahres 1311. In einer entsprechenden Urkunde der Stadtoberen vom 23. Februar d. J. wird auf dessen Ableben hingewiesen und beurkundet, dass seine Söhne Heinrich und Bruder für ihn eine tägliche Votivmesse gestiftet haben. Um 1323 erwarb Peter Unglowbe, Patrizier zu Sagan, Teile der Allodien von einem der Söhne, (vermutlich Johann) des Ritters und Burggrafen von Freystadt, Dietrich von Pesna. Dieser Kauf ist daher in diesen Zeitraum zu legen, da mit Datum vom 2. September 1323 Herzog Heinrich VI. seinen Getreuen Johann v. Plesna, Sohn des Dietrich, u. a. auch für Sighardisdorf (Siegersdorf) von allen Abgaben und allen Lasten für alle Zukunft befreite. Somit lässt sich der Erwerb von Nieder-Siegersdorf durch Peter Unglowbe auf den Zeitraum um oder nach 1323 festlegen. Jenichin v. Peschen (Pessna), verkaufte 1324 dem Abt Heinrich II. Camerarius von Grüssau die Scholtisei in Gerhardi villa mit dem Patronatsrecht. 1321 und 1333 trat Jenichin (Johann?) erneut als Zeuge auf. Nach einer Urkunde aus dem Jahr 1349 stiftete auch Peter Unglowbe dem Spital vom Heiligen Geist zu Freystadt Einkünfte aus diesen Allodien zu seinem und seiner Familie Seelenheil. Das neben der Heilig-Geist-Kirche von 1273 bestehende Hospital wurde um 1280 erbaut und dem Deutschen Orden übertragen. In einer Urkunde vom 11. Juli 1405 wird für Nieder-Seghardisdorf (Nieder-Siegersdorf) und Reichenau der Freistädter Bürger Johann Frankinfurt in der Nachfolge der Unglaube als Eigentümer vermerkt. Mit dieser Urkunde gab er die vorgenannten Allodien weiter an Philipp Unrwen (Unruh), Sohn des Jakob Unrw (Unruh).

## Ausbreitung in Mähren
Um 1400 lassen sich die Pessna auch in der Markgrafschaft Mähren nachweisen. Stibor von Pecze erwarb im Dorf Weischowitz, Kreis Olmütz, einen Hof von Jaroslaw von Senitz und verkaufte diesen 1412 an Almusch von Kunkowitz. Um 1490 war Niklas Pecze von Tuleschitz Eigentümer der Güter Tuleschitz und Kniebnitz. Tuleschitz ging 1520 an die von Rechenberg. Kniebnitz im Jahre 1500 an den Herrn Johann Stietinsky von Kostnik. Niklas von Pecze war bis 1534 auch Besitzer von Gut Niklowitz. Als Nacheigentümer folgte dann Niklas Szilaud von Palowitz.

## Regesten
- 1190,  Wulferus de Pessene auf Gut zu Peszne (Großpösna).
- 1209,  Wolferus de Pezne.[21]
- 1211–1216, Hermanno de Pecenich. Reg. 233.[22]
- 1218, Wolfer v. Pesne bzw. Uvolverus de Pesne.[23]
- 1218, Oktober 28 , Waltherus de Pessne.[24]
- 1219, Vvlfer v. Pesne.[25]
- 1220, Wolfw[inus]. Pref. de Cice et Wolth. fr. eius de Pesne.[26]
- um 1222, Wolfne de Pesne und sein Bruder Wolfwinus bvrchgr. de Valkenh.[27]
- 1224, Dez. 1 Wolferus de Pesne.[28]
- 1233, Aug. 21 WIferus de Pesne, Reg. 399.[29]
- 1287, April 28, Ritter Dietrich gen. de Pezna, Reg. 2019.[30]
- 1289, März 29, Graf Dietrich de Plesina, Reg. 2105.[31]
- 1291, März 2, Dietrich Kastellan von Cosuchow, Reg. 2185.[32]
- 1292, Mai 29, Dietrich von Pessna, Reg. 2232.[33]
- 1293, April 8, Johannes miles de Peschen.[34]
- 1295, Juni 16, Dietrich von Pesna, Reg. 2359.[35]
- 1295, Juli 2, Dietrich von Pesna, Reg. 2363.[36]
- 1297, Sept. 17, Petrus de Pesene, Reg. 2479.[37]
- 1298, Nov. 1, Jenchin (Hermann) v. Pesczen, Reg. 2524.[38]
- 1298, Nov. 19, Herrmann u. Johann gen. Peschan, Reg. 2527.[39]
- 1300, Juni 1, Ritter Dietrich gen. de Pezno, Reg. 2599.[40]
- 1302, Jenschyn v. Peschen,  Reg. 2709.[41]
- 1304, Nov. 26, Dietrich v. Pessna, Reg. 2819.[42]
- 1307, Juni 19, Her. de Pesna: Probst Albert und der Convent beurkunden, dass Nicolaus gen. von Wolfshain das Jahrgedächtnis ihres Mitbruders Hegso gestiftet hat.[43]
- 1310, Juni 16, Conrado de Pesna, Konsul in Lypzc.[44] Reg 74[45]
- 1311, Febr. 23, Ritter Theodricus de Pesna gestorben. Dessen Söhne Heinr. u. Bruder stiften. Reg. 3188.[46]
- 1311, Juli 24, Th. de Pesna sacerdotes ecclesiae: Probst Conrad und der Convent verpflichten sich zur Aufrechterhaltung der von Heinrich von Weissenfels aus  aufgesammelten milden Beiträgen gemachten Stiftungen.[47]
- 1321, Jenichin v. Pechen, Reg 4167[48]
- 1323, Sept. 2, Joh. de Plesna  wird von Abgaben zu Siegersdorf befreit. In der Nachfolge Verkauf an Peter. Unglowbe, Patrizier zu Sagan[49]
- 1324, Jenchin v. Peschin verkauft dem Abt Heinrich von Grüssau die Scholtisei in Gerhardi villa mit dem Patronatsrecht. Reg. 4350.[50]
- 1333, J. v. Peschen, Reg. 5272 u. 5254.[51]
- 1335, Juli 11, Die Ehefrau des Jenchin v. Peschan, Agnes stimmt Verkauf von Einkünften aus den Gütern Spillendorf u. Zaugwizz  b. Kanth zu. Bresl. Staatsarchiv Nr. 5477.[52]
- 1337, Apr. 24, Henricus de Pesna, canonicus nostrae ecclesiae: Probst Nicolaus und der Convent verkaufen die jüngst in Starsiedel erworbene Hufe Landes an den Domdechant Engelbert zu Merseburg (No. 93).[53]
- 1342, Febr. 20, Johannes de Pesna: Bürgermeister und Rath stellen ein Zeugnis über die Abgabenverhältnisse einer dem Kloster gehörigen Hofstelle aus.[54]
- 1344, August 16, Gunther von Peschen als Zeuge für einen Verkauf zu Meissen[55]
- 1355, Juni 28, viri domini  Nicholai de Pesna: Bischof Rudolf von Constantiana, Weihbischof zu Merseburg, weiht den Chor mit dem Hochaltar und fünf Altäre in der Thomaskirche und erteilt den Andächtigen Ablass.[56]
- 1385, Ciriacus v. d. Pessen, Rathmann zu Leipzig.[57]
- 1393, Mai 12, Heinrich, Franz, Johann u. Nikolaus v. Peschen, Dienstgelöbnis für Markgraf Willhelm zu Meißen, ihren Herrn.[58]
- 1395, März 5, Minori Pesna: Probst Johannes und der Convent bestimmen 1 Schock Gr. zu Kleinpössna, welches durch benannte Personen zugewendet worden ist, zu der St. Annenmesse, zur feierlichen Begehung des Bartholomäustages und zu Jahrgedächtnissen.[59]
- 1407, Januar 13, Swich von Peczen verkauft seinen Besitz zu Petschen[60]
- 1515, März 25, Melchior von Peschen, Statthalter zu Eylau[61]